# 유성현

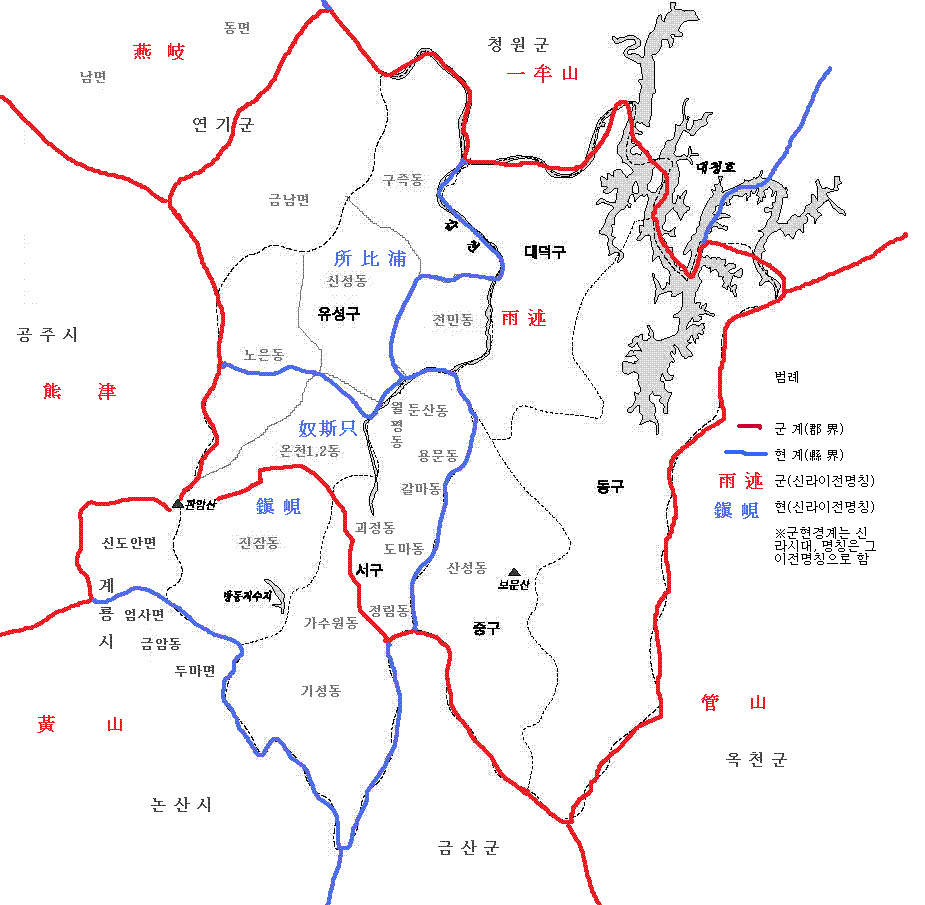
고대 대전 대략도

유성현(儒城縣)은 남북국시대 신라에서 삼국시대 백제의 노사지현(奴斯只縣)을 계승해 대전광역시 유성구 일대에 설치했던 지방행정구획이다.

## 이름
원래 이름은 노사지(奴斯只) 또는 노질지(奴叱只縣)이다. 유성(儒城)은 이를 한화(漢化)한 것으로 결국 표기법만 달리하여 같은 이름을 가리키는 것으로 여겨진다.
노사(奴斯)에서 노(奴)의 음은 "노~누", 사(斯)는 질(叱)처럼 받침자인 "ㅅ"로 읽혔으므로, 따라서 노사(奴斯)는 "눗~늦"의 음차(音借)이다. 유성(儒城)의 유(儒) 역시 고대에 노(奴)자와 유사하게 노, 누 등으로 읽혔다. 한편 지(只)의 고대음은 "기"인데 백제어로 재(城)를 의미하는 '기'를 가리키는 것으로 여겨진다.
다만 노사(奴斯) 부분이 실제로 무엇을 의미하는지는 현대에 전해지지 않으며, 이후 개명된 유성(儒城)이라는 이름으로 인해 선비·학자의 고장으로 새롭게 의미가 부여되어 실상에 맞아 주민들의 인식이 이제는 거의 그렇게 굳어졌다.

## 역사
- 구즉동에서 구석기 유적. 구성동과 갑천에서 신석기 유적이 발굴되었다.

- 청동기 시대유적이 구성동, 신대동에서 확인된다. 이시기에 유성구는 신흔국의 영역이었다.

- 서기 9년에 마한의 영역 대부분이 백제에 합병되면서 백제의 지배하에 들어갔다. 그 후로도 한동안 백제가 대외적으로 마한을 자칭하고

마한의 체제를 계승하여 백제의 지배하에서 소국체제가 계속되었다.
- 백제의 행정체제가 정비되면서  노사지현(奴斯只縣) 또는 노질지현(奴叱只縣)이 되었다.

- 660년 백제가 패망하자 웅진도독부는 노사지에 동명주 노신현(鹵辛縣)을 설치했다. 하지만 나당 전쟁등으로 이름뿐인 행정관청이었다.

- 757년 경덕왕 16년 행정체제 개편으로 유성현으로 개명하고 비풍군(比豊郡)의 영현이 되었다.

- 고려시대인 1018년 고려 현종 9년에 비풍군이 통째로 공주목에 편입되었다. 노사지현은 구(舊)비풍군인 회덕현에 통폐합되었다.

- 조선시대에 공주군 천내면과 현내면,유등천면이 되었다.

- 일제강점기인 1914년에 일제에 의한 행정개편으로 공주군 천내면 서측과 현내면은 대전군 유성면, 천내면 동측과 유등천면은

유천면이 되었다. 정림동 일대는 기성면에 속했다.
- 1935년 10월 1일 대덕군 유성면이 되었다.

- 1973년 대통령령 제6543호로 유성면을 유성읍으로 승격했다.

- 1983년 2월 15일 대통령령 제11027호(1983. 1. 10)로 유성읍 일원이 대전시 중구 관할로 신설된 유성출장소에 편입되었다.

- 1984년 9월 1일 시 조례 제1404호(1984. 9. 1 공포)로 중구 유성출장소를 시 직할 유성출장소로 승격시켰다.

- 1988년 1월 1일 대통령령 제 12367호(1987. 12. 31 공포)로 서구가 신설됨에 따라 유성출장소의 행정구역 구 명칭이 중구에서 서구로 변경되었다.

- 1989년 1월 1일 법률 제 4049호(1988. 12. 31 공포)로 대전이 직할시로 되면서 유성구가 신설되었다.

- 옛 유성현 지역은 옛 진잠군과 덕진현일부 지역을 포괄하는 대전광역시 서구와 유성구로 지금에 이른다.